# 大吴风草属
大吴风草属（学名：Farfugium），又名山菊屬，是菊科下的一个属，为多年生草本植物。许多学者主张将该属并入橐吾属（Ligularia）中。

## 物种
本属包括以下物种：
- Farfugium hiberniflorum (Makino) Kitam.
- Farfugium japonicum (L.) Kitam.